# Rudolf Perner
Rudolf Perner (* 17. Juli 1899 in Budweis; † 15. Oktober 1982 in Passau) war ein deutscher Glockengießer.

## Werdegang
Perner entstammt der Budweiser Linie der Glockengießerfamilie Perner. Er übernahm 1928 den Betrieb von seinem Vater und kam 1947 nach Vertreibung nach Passau. Dort baute er in der im Krieg zerstörten Ziegelei in Hacklberg das Unternehmen neu auf.

## Ehrungen
- 1952: Verdienstkreuz am Bande der Bundesrepublik Deutschland